# Solana (Tuzla, BiH)
Solana je mjesna zajednica grada Tuzle.

## Zemljopisni položaj
Nalazi se sjeverno od rijeke Jale. Okružuju je Suljetovići, Drežnik, Moluhe, Irac, Kreka i Miladije.

## Stanovništvo
Spada u urbano područje općine Tuzle. U njoj je 31. prosinca 2006. godine prema statističkim procjenama živjelo 5.728 stanovnika u 1.432 domaćinstava.